# دینامالار
دینامالار (انگلیسی: Dinamalar) شرکت رسانه‌ای هندی است، که در سال ۱۹۵۱ تأسیس شد.